# Patoka (Indiana)
Patoka è un comune degli Stati Uniti d'America, situato nello Stato dell'Indiana, diviso tra la contea di Gibson.
		Geografia	
Patoka si trova alle coordinate 38 ° 24'6 "N 87 ° 35'14" O  /  38,40,167, -87,58722 . Secondo lo United States Census Bureau , Patoka ha una superficie totale di 2,95 km² , di cui 2,9 km² corrispondono alla terraferma e (1,67%) 0,05 km² è acqua. [